# محمد بن کبیلیا
محمد بن کبیلیا (انگلیسی: Mohamed Benkablia؛ زادهٔ ۲ فوریهٔ ۱۹۹۳) بازیکن فوتبال اهل الجزایر است.
از باشگاه‌هایی که در آن بازی کرده است می‌توان به باشگاه فوتبال القبائل اشاره کرد.
وی همچنین در تیم‌های ملی فوتبال زیر ۲۰ سال الجزایر و زیر ۲۳ سال الجزایر بازی کرده است.